# Liwā' Qaşabat Jarash
Liwā' Qaşabat Jarash (arabiska: لواء قصبة جرش) är ett departement i Jordanien.   Det ligger i guvernementet Jerash, i den norra delen av landet, 30 km norr om huvudstaden Amman.